# Tossina
Per tossina si intende una sostanza prodotta da un organismo animale, vegetale o microbico che è dannosa per alcune specie.
Una biotossina è un veleno prodotto dall'attività metabolica di alcuni esseri viventi, come i batteri.  Le tossine prodotte dai funghi sono chiamate micotossine.
Il termine tossina fu coniato per la prima volta dal medico tedesco Ludwig Briegier.

## Biotossine in natura
I batteri Gram-positivi secernono biotossine (esotossine, ma oggi è più corretto parlare di tossine proteiche extracellulari) nei distretti da essi colonizzati grazie ad un sistema di secrezione regolato. Tra i batteri Gram-negativi, Bordetella Pertussis e Vibrio Cholerae conservano nel proprio interno la maggior parte dei composti tossici (tossine proteiche intracellulari) e le liberano unicamente all'atto della lisi; tutti gli altri Gram-negativi esprimono l'endotossina o LPS come costituente tossico superficiale, liberato sempre in seguito a lisi e in grado di scatenare risposte infiammatorie contattando gli specifici TLR (Toll-like receptor) del sistema monocito-macrofagocitario.
Sui tentacoli di alcuni cnidari, delle meduse in particolare, sono presenti cellule urticanti, gli cnidociti, che si attivano quando vengono toccate, grazie a un meccanocettore detto cnidociglio, ed estroflettono dei filamenti urticanti detti cnidae (dal greco κνίδα knìda, ortica). Le cnidae inoculano una biotossina che uccide la preda per shock anafilattico. Il liquido urticante ha quindi azione neurotossica o emolitica, la cui natura può variare a seconda della specie, ma di solito è costituita da una miscela di tre proteine a effetto sinergico: ipnossina, talassina e congestina. L'ipnossina ha effetto anestetico, quindi paralizzante; la talassina ha un comportamento allergenico che causa una risposta infiammatoria; la congestina paralizza l'apparato circolatorio e respiratorio. Anche se non tutte le meduse sono urticanti, alcune, come le cubomeduse, sono particolarmente pericolose per l'uomo: in taluni casi possono causare anche la morte per shock anafilattico.
I vegetali tossici producono tossine per mezzo dei loro metaboliti secondari: sono molecole che vengono prodotte al di fuori delle vie metaboliche che assicurano la sopravvivenza della pianta (e quindi considerate primarie). Queste molecole sono alquanto diffuse nel regno vegetale e vengono divise in quattro gruppi, ossia:
- i fenoli: come i tannini, lignine, flavonoidi e catecol-melanine.
- gli azotati: gli alcaloidi, le betalaine, eteroside e glucosinolati.
- i terpeni, che sono elementi della resina delle conifere.
- i nitrati, generalmente alte concentrazioni vengono accumulate in alcune piante a causa dell'uso eccessivo di fertilizzanti.

## Tossine dannose per l'essere umano
La presenza nel sangue umano di tossine prende il nome di tossinemia o tossiemia e dà quadri clinici e prognostici differenti.
Ricordiamo alcune delle tossine più pericolose per l'organismo:
- Micotossine
- Tossina ofidica
- Tossina batterica
- Tossina colerica
- Tossina difterica
- Tossina della pertosse
- Tossina botulinica
- Tossina tetanica
- Tossina streptococcica
- Tossina stafilococcica

Le tossine agiscono con meccanismi diversi:
- neurotossico (neurotossina) quando agiscono direttamente sul neurone o sulle sinapsi in senso inibente e quindi determinante paralisi o stimolante con effetti convulsivi, come accade per il tetano.
- emotossico quando agiscono sul sangue determinando la distruzione di alcuni elementi figurati come i globuli rossi o alterando i sistemi di coagulazione del sangue.
- citotossico quando l'azione è rivolta direttamente alla cellula

Le tossine possono essere suddivise in due gruppi:
le esotossine, che il germe espelle al di fuori (greco ἐξω- éxō- "fuori") della propria struttura per immetterle nell'ambiente, mentre le endotossine (greco ἔνδο- éndo- "dentro") rimangono all'interno del corpo batterico fino al suo dissolvimento in seguito all'invecchiamento o alla morte.